# Goam-myeon
Goam-myeon (koreanska: 고암면) är en socken i kommunen Changnyeong-gun i provinsen Södra Gyeongsang i den sydöstra delen av Sydkorea, 260 km sydost om huvudstaden Seoul. 